# قلعه سنگی چهل من سنگ
بقایای قلعه سنگی چهل من سنگ مربوط به صدر اسلام- دوره صفوی است و در شهرستان مشهد، روستای چهل سنگ علیا واقع شده و این اثر در تاریخ ۱۹ مرداد ۱۳۸۴ با شمارهٔ ثبت ۱۲۹۴۴ به‌عنوان یکی از آثار ملی ایران به ثبت رسیده است.